# Vetex

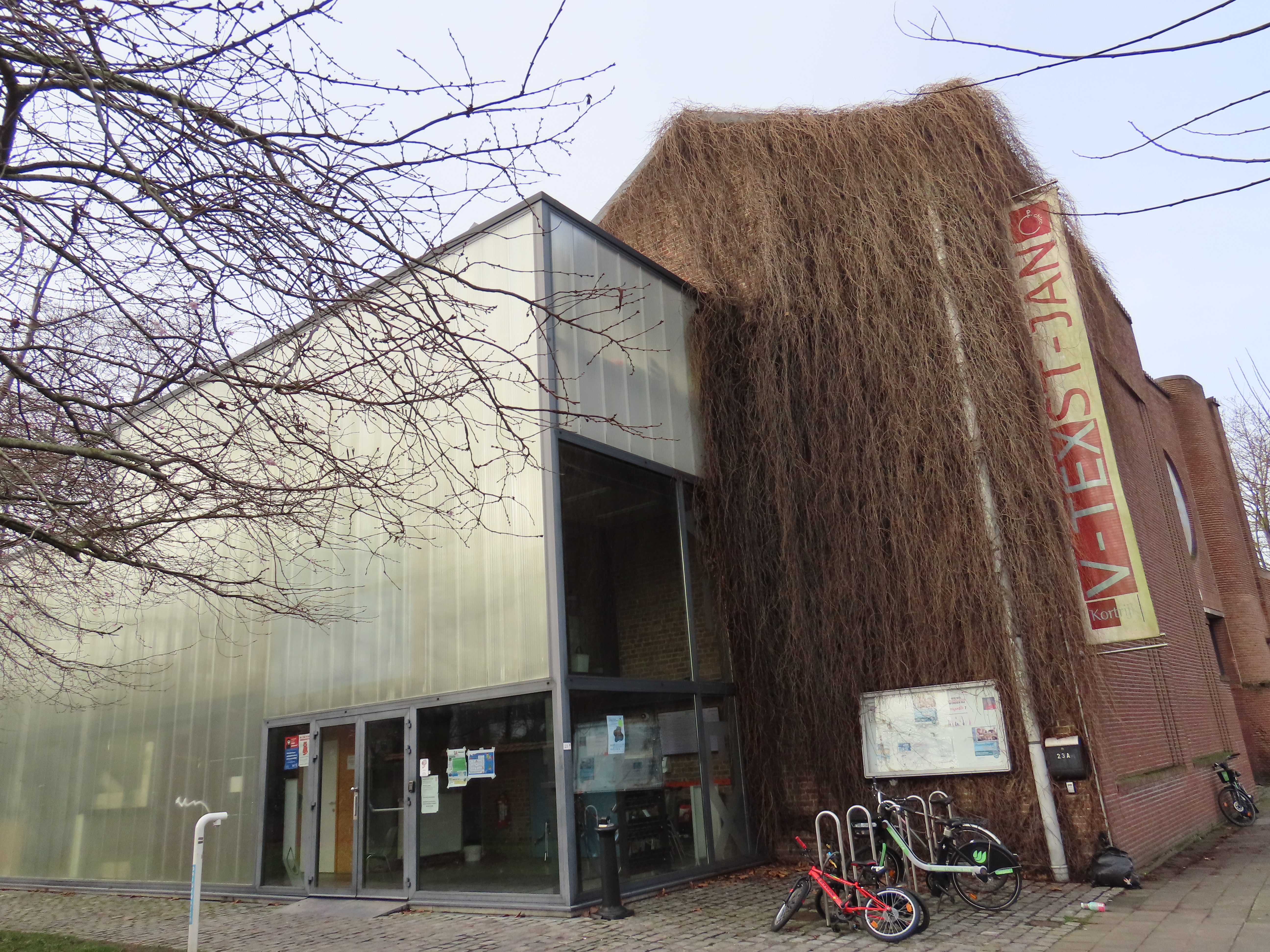
Op de renovatie van het buurtpark, de middenbouw en de woningen is het voorlopig nog wachten.

De Vetex is een buurtproject in Kortrijk op de site van een vroegere textielfabriek. 

## Geschiedenis
In 1897 richt Kamiel Lambrecht een katoenververij op. Uit die ververij groeide in 1929 de nv Vetex. De Vetex staat als afkorting voor de Verenigde textielbedrijven Kamiel Lambrecht. In een latere fase kwam er bij de ververij een weefselveredeling en een stukververij. De Tweede Wereldoorlog legde de aanvoer van ruwe jutegrondstof stil en er kwam een beslag op de machines. De productie richtte zich op de oorlog. Door het tekort aan jute schakelt het bedrijf over op papierbanden om draden te maken. Na de oorlog kwam de fabriek terug in handen van de familie Lambrecht. Vanuit Pakistan en Bangladesh werd de invoer van jutezakken opgestart. Dit leidde tot winst. Nv Vetex specialiseerde zich in steriele en beschermende kleding, matrasbeschermers, regenjassen en legeruitrusting. De fabriek sluit in 1994 de deuren.

## Renovatie
In 1998 werd Vetex opgekocht door de intercommunale Leiedal. Zij hadden de opdracht om de fabrieksgebouwen te slopen en de grond te saneren. In 2004 werd de Vetex uiteindelijk opgekocht door de stad. In 2006 ontstond er een samenwerkingsovereenkomst tussen Matexi/Thiers en het interieurbedrijf 50K om nieuwe woningen te realiseren. Deze samenwerking leidde niet tot het verwachte resultaat.
Het poortgebouw is een plek geworden voor sociale projecten. In 1999 organiseert het OCMW met enkele buurtbewoners een cultureel wijkproject: "In donkere dagen". Ze spelen in op de vraag van de buurt om het gebouw niet te slopen. Het wijktheater "Ça va" vond in het poortgebouw zijn uitvalbasis en zorgde dat het publiek de site beter leerde kennen. In het poortgebouw van de Vetex werd de Unie der Zorgelozen opgericht. Dit is een sociaal artistiek gezelschap. De uitgangspunten van deze werking zijn creatie, verbinding en participatie. Er ontstond een netwerk waarbij er diensten, organisaties en bewoners samen gebracht werden. In 1999 kwamen er vergaderingen waarbij de buurt inspraak kreeg en ontstond er op basis hiervan een architectuurwedstrijd voor stedenbouwkundige invulling. De winnende bouwpromotor kon het project later niet verwezenlijken.

### 2003
In 2003 werden er Europese middelen aangevraagd om de renovatie van het poortgebouw en de aankoop door de stad van de directeurstuin mogelijk te maken. In 2004 vond er een inspraakronde plaats met alle bewoners en doelgroepen die met de Vetex betrokken waren. Door de inspraak van al deze actoren moest er aan het poortgebouw een bestemming gegeven worden. In 2005 is er een voorontwerp gemaakt en werden de plannen aan de buurt voorgesteld. Het poortgebouw moest een invulling krijgen die een laagdrempelig karakter had en waarbij sociaal–culturele en sportieve activiteiten kunnen plaatsvinden. In 2006 startte de renovatie van het poortgebouw waarbij er rekening gehouden werd met drie pijlers. Buurtwerk V-Tex moest de leefbaarheid en de integratie van de bewoners verbeteren, V-Tex stelde een eigen programmatie samen op cultureel vlak en Buurtsport Kortrijk kreeg er zijn uitvalbasis.
In deze periode werd rond deze werking een orkest opgebouwd met Noord-Franse en West-Vlaamse muzikanten, namelijk het Orchestre International du Vetex.

## Masterplan
In 2018 werd DENC – STUDIO aangesproken om een toekomstplan op te stellen voor de site. Er zijn al eerdere pogingen vooraf gegaan maar deze werden nooit door de buurt aanvaard. In 2019 werd er een definitief masterplan opgemaakt waarbij er aandacht ging naar ruimte om te spelen en elkaar te ontmoeten. DENC – STUDIO ging een samenwerkingsovereenkomst aan met Studio Basta en Atelier Ruimtelijk Advies voor de realisatie van het buurtpark en de middenbouw. De realisaties waren voorzien om te starten in 2022 en het einde van de werken was normaal voor 2024. Bij grond stalen werd er bodemverontreiniging vastgesteld en zijn de werken uitgesteld. Hierdoor is de renovatie van het buurtpark, middenbouw en de woningen nog niet kunnen opstarten.

### Buurtpark
Om het buurtpark een invulling te geven is er een participatietraject doorlopen met buurtbewoners, instanties en gebruikers. Zo kwam er een ontwerp dat rekening houdt met deze wensen. De toegankelijkheid van het park staat centraal waarbij er twee paden aangelegd zijn in beton. Op de site bevindt zich de historische directeurstuin die in de oorspronkelijke staat hersteld wordt.

### Middenbouw
Het middengebouw wordt omgevormd tot een buurthal waarbij ontmoeting centraal staat. De bouwplannen zijn opgemaakt in verschillende delen. Er is aandacht voor sport en spel, buurtevenementen en enkele bergingen.

### Woningen
In 2006 was er al een overeenkomst met Matexi om woningen te realiseren. DENC-STUDIO heeft een ontwerp getekend voor de site waarbij er 8 gezinswoningen, 22 appartementen en 4 stapelwoningen een plaats moeten krijgen.

## Galerij

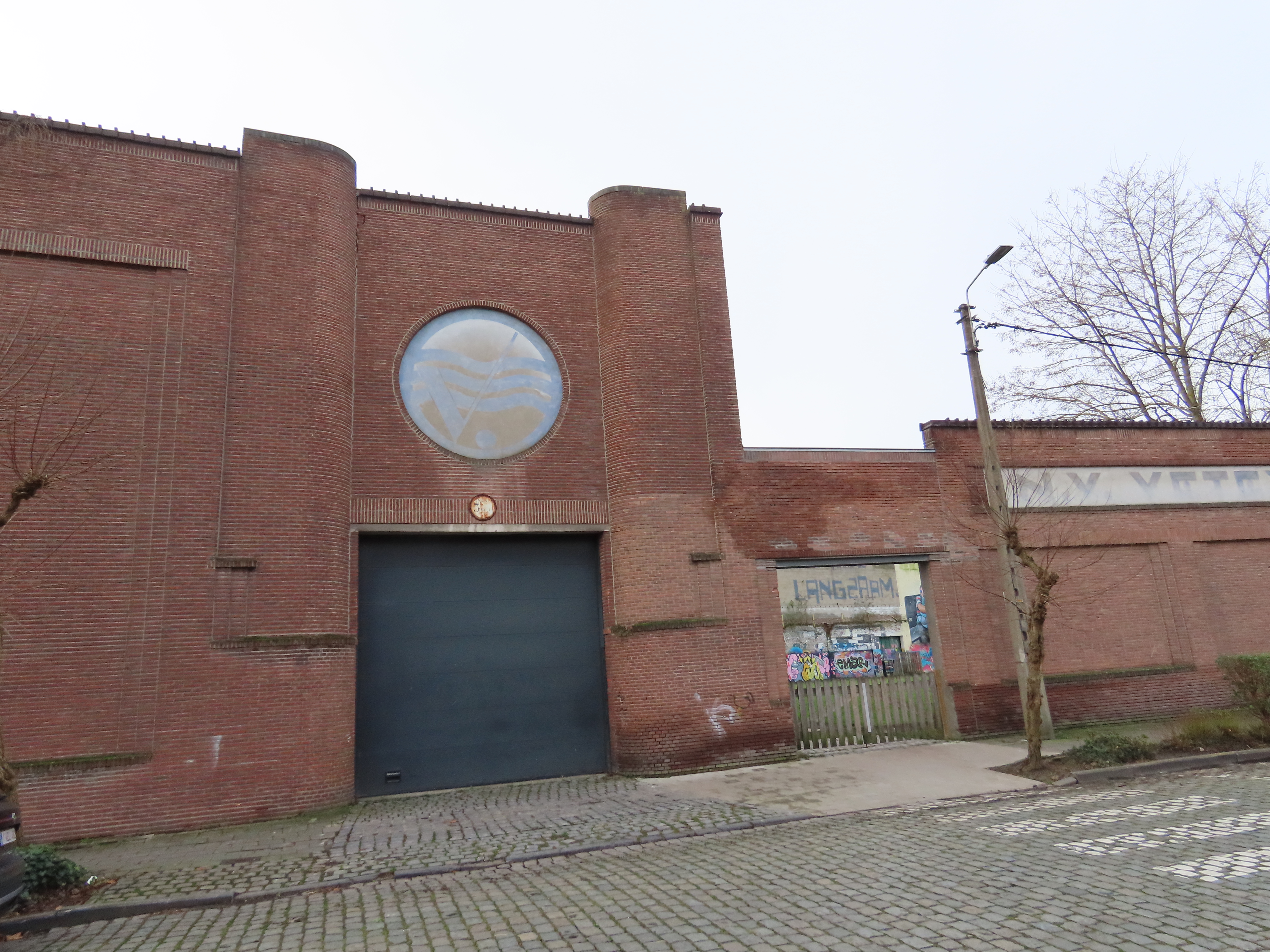
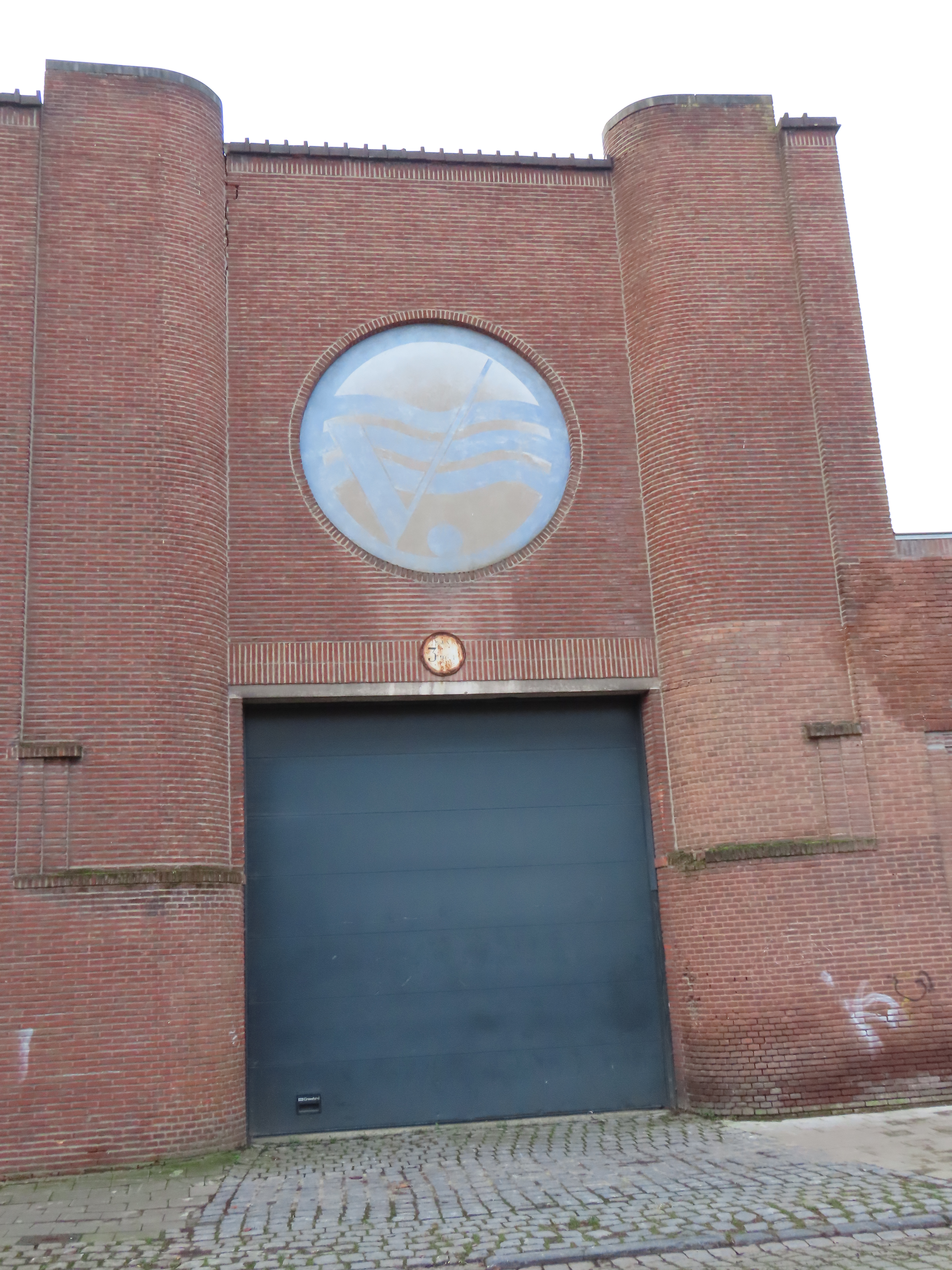
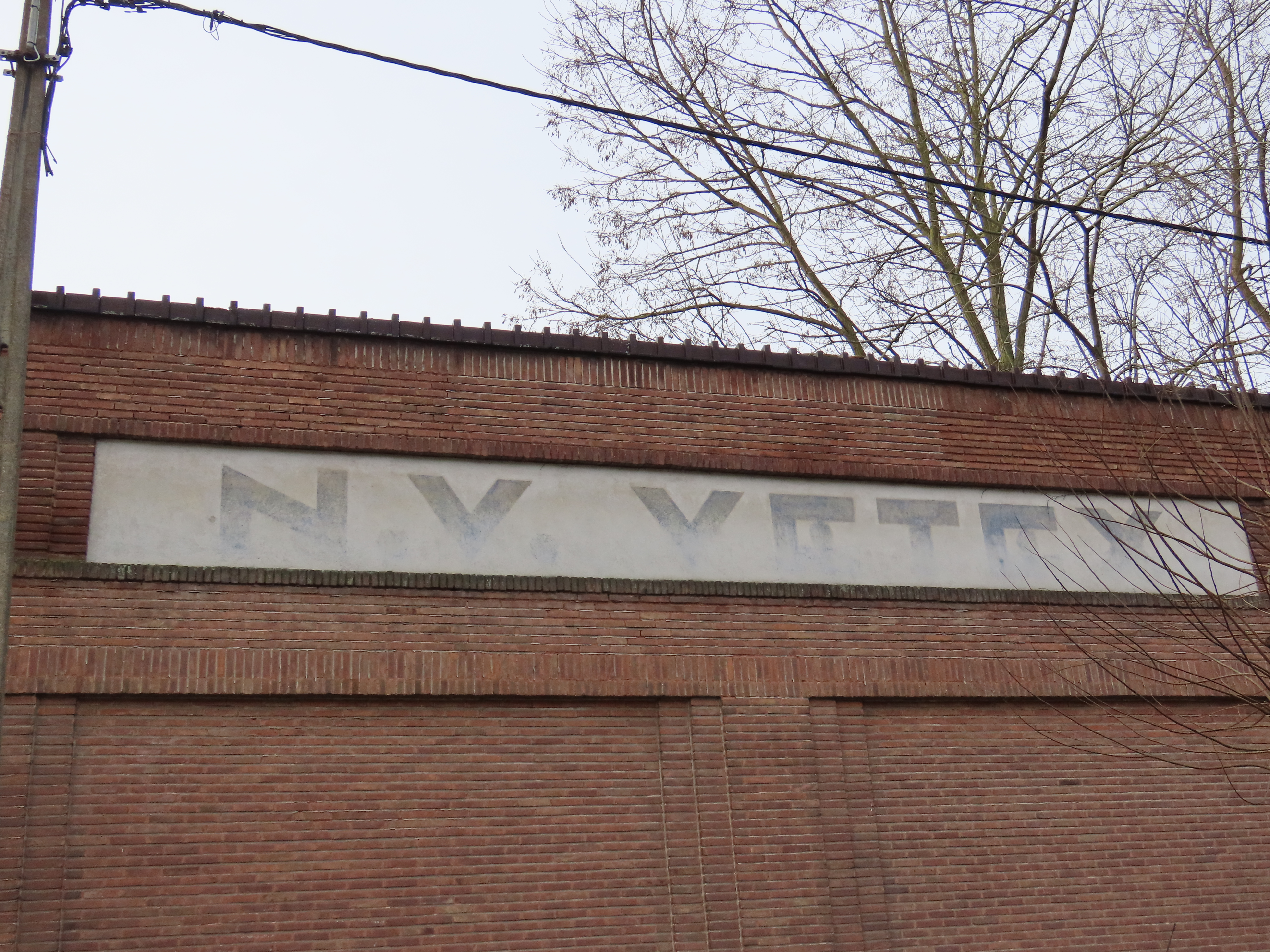
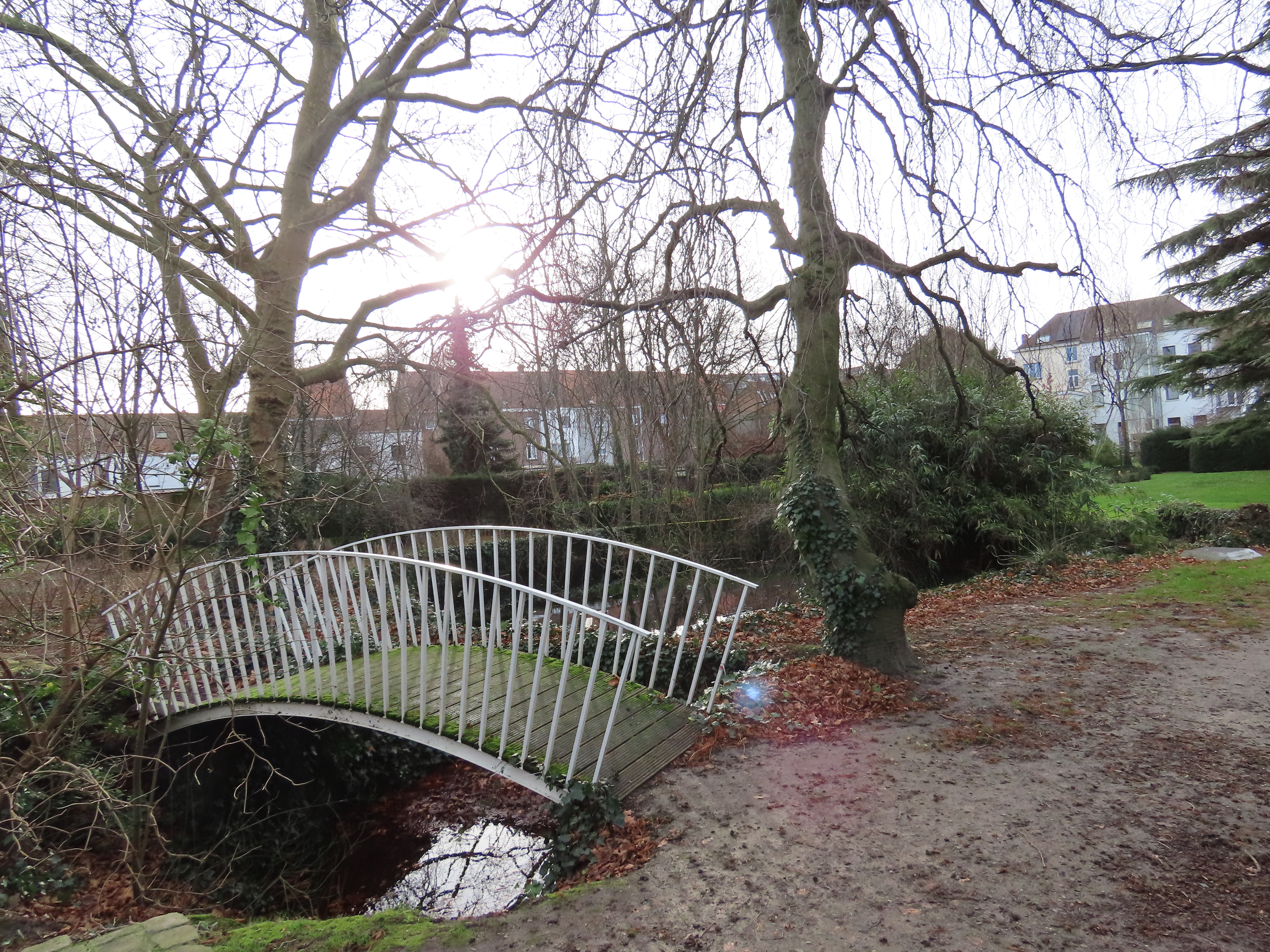
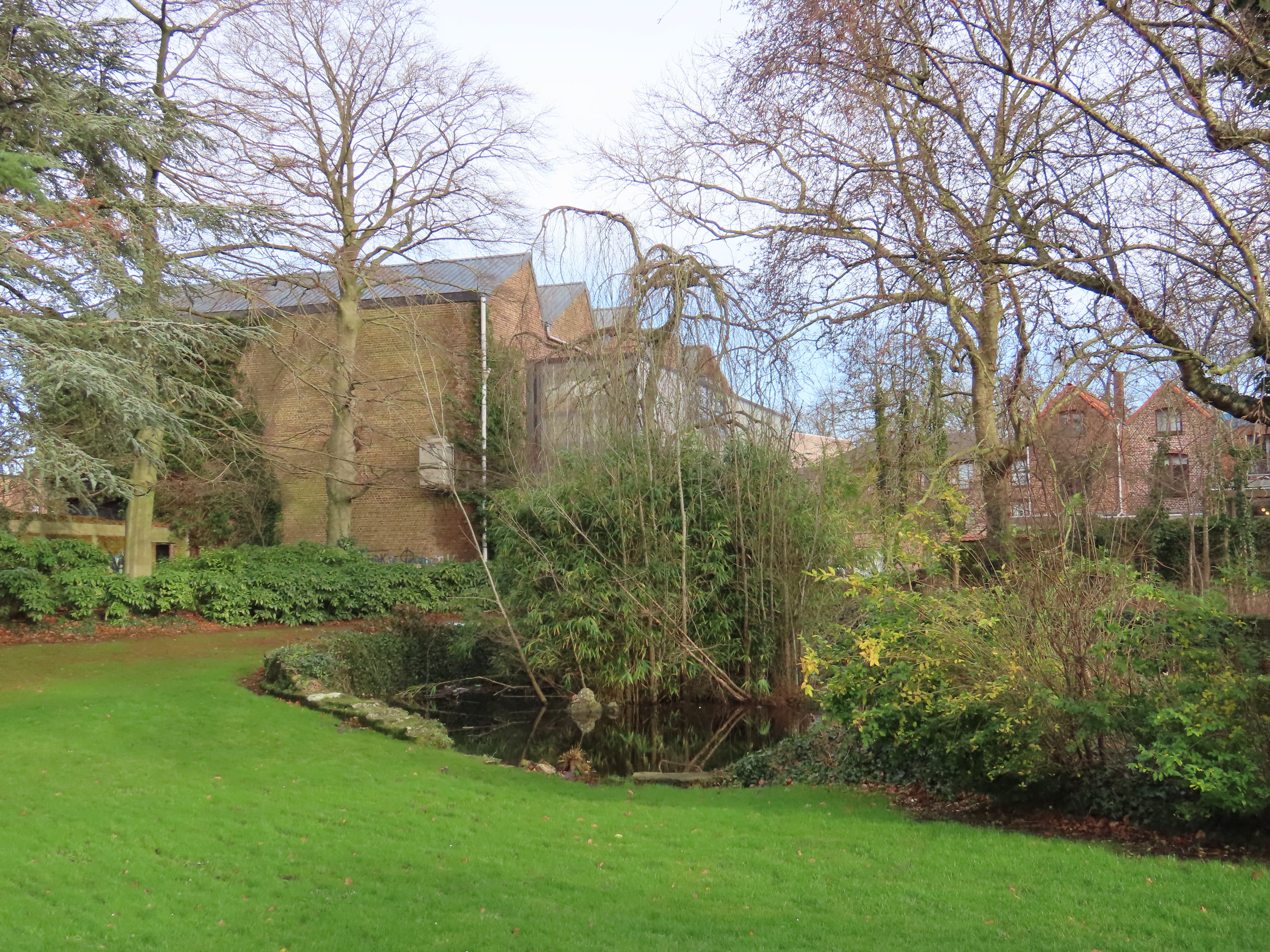
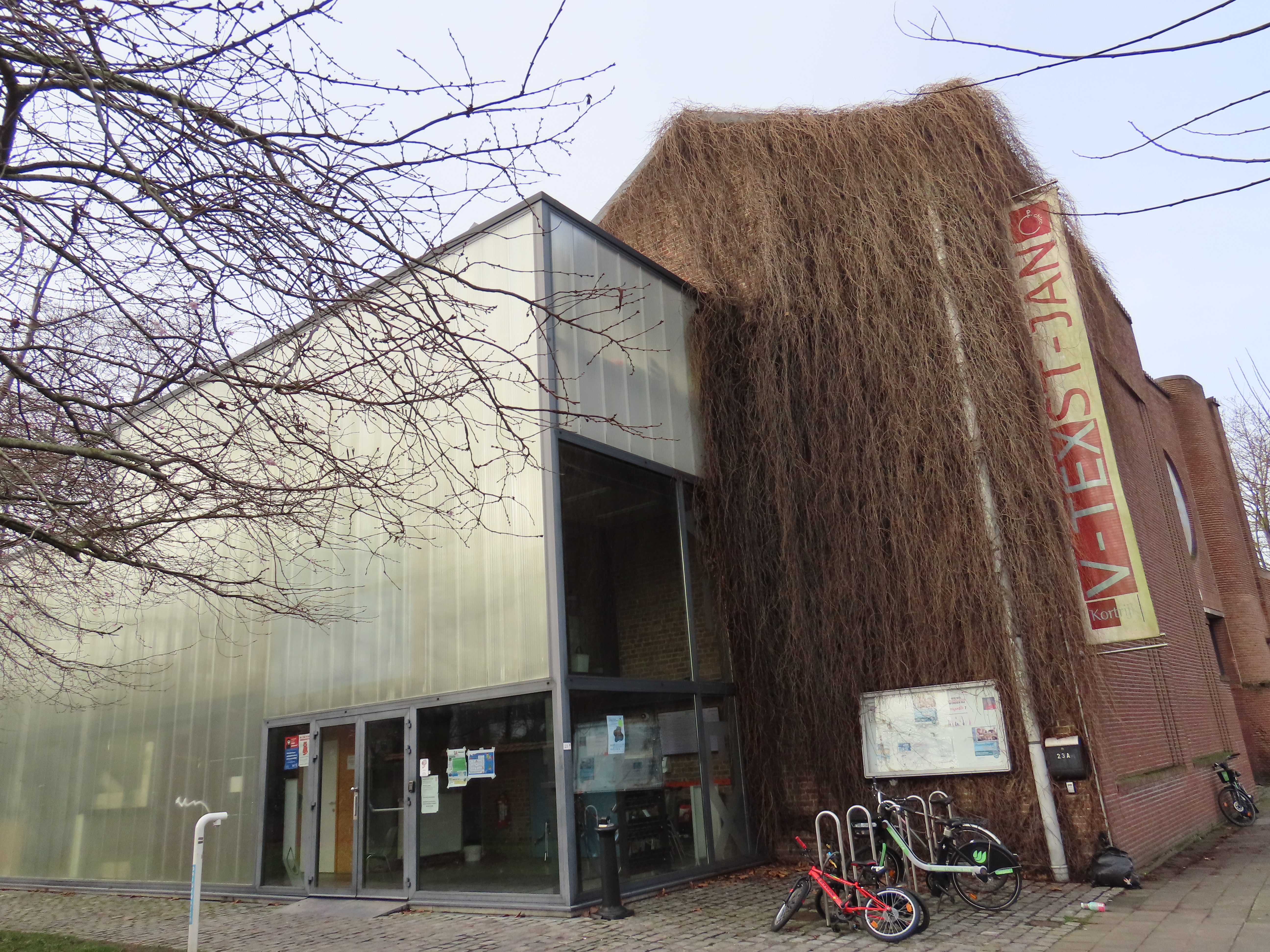
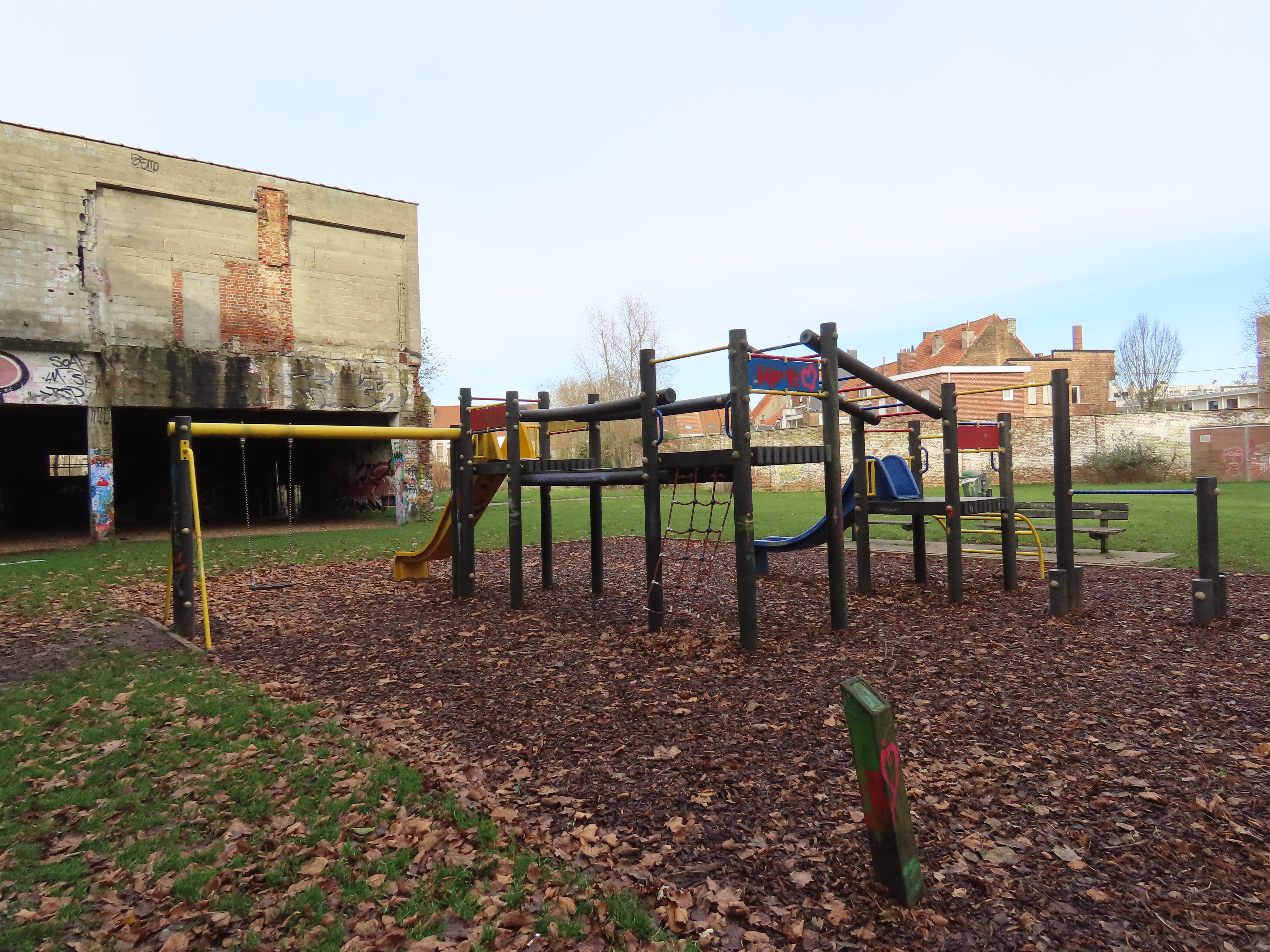
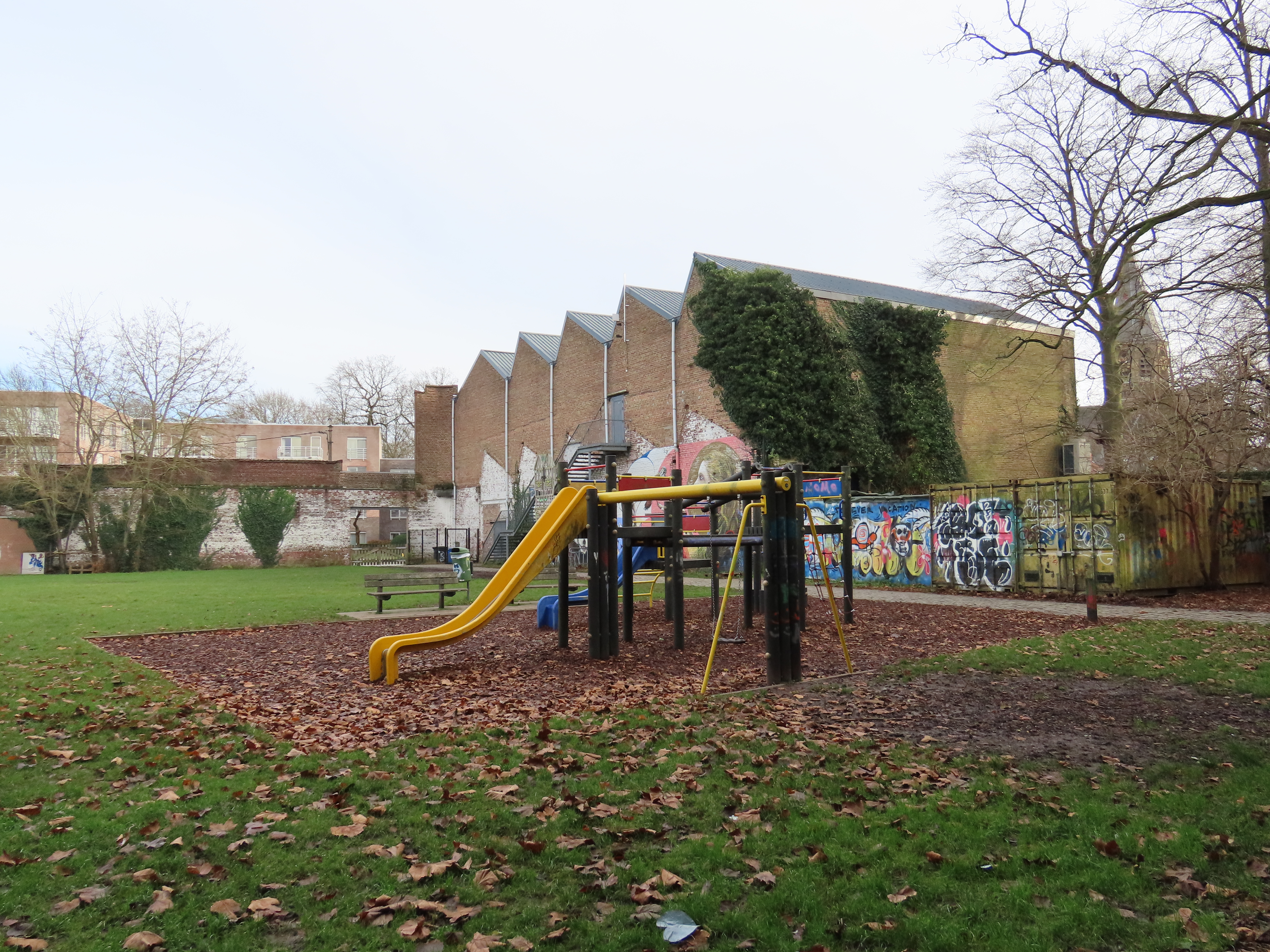
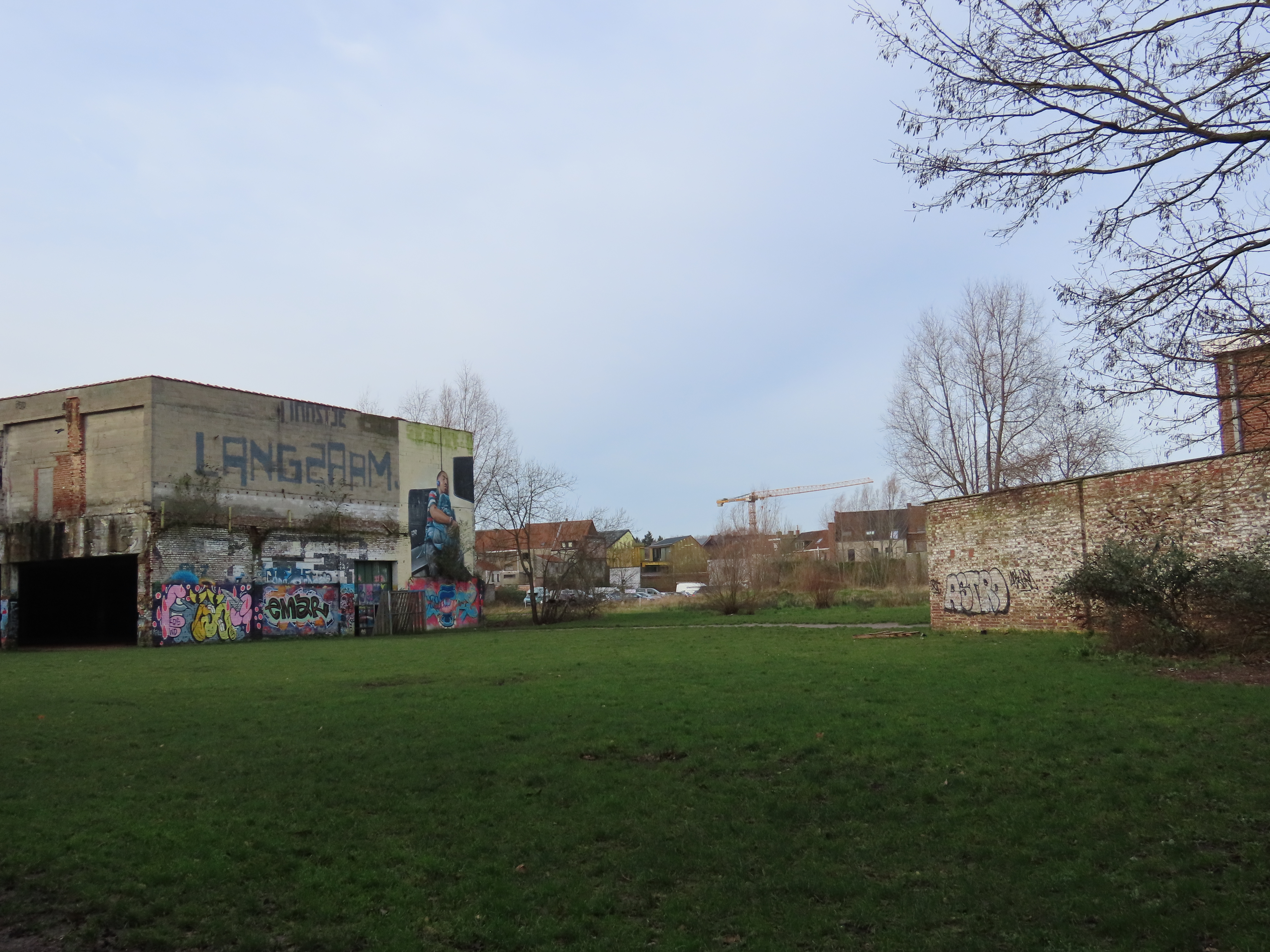
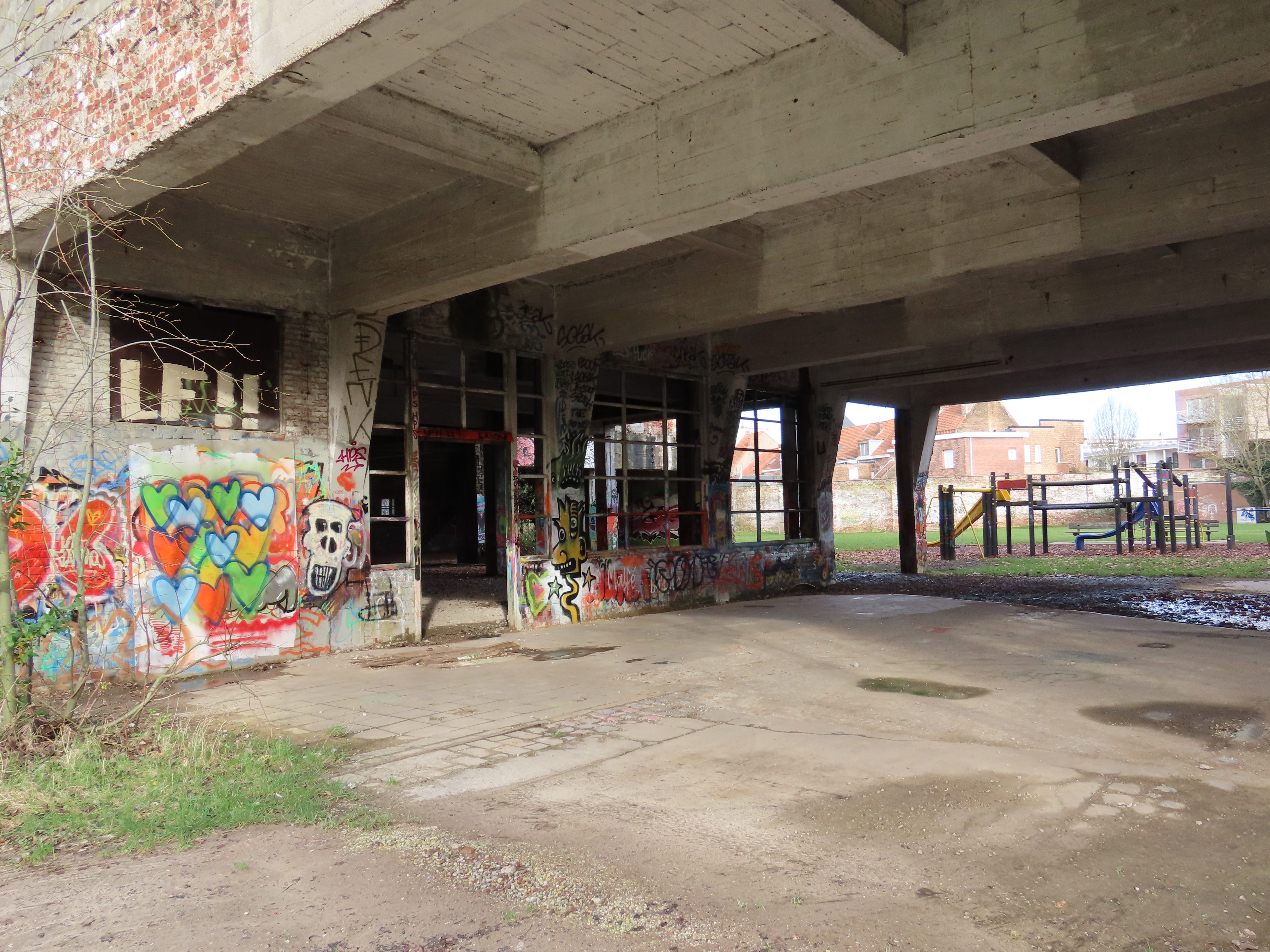
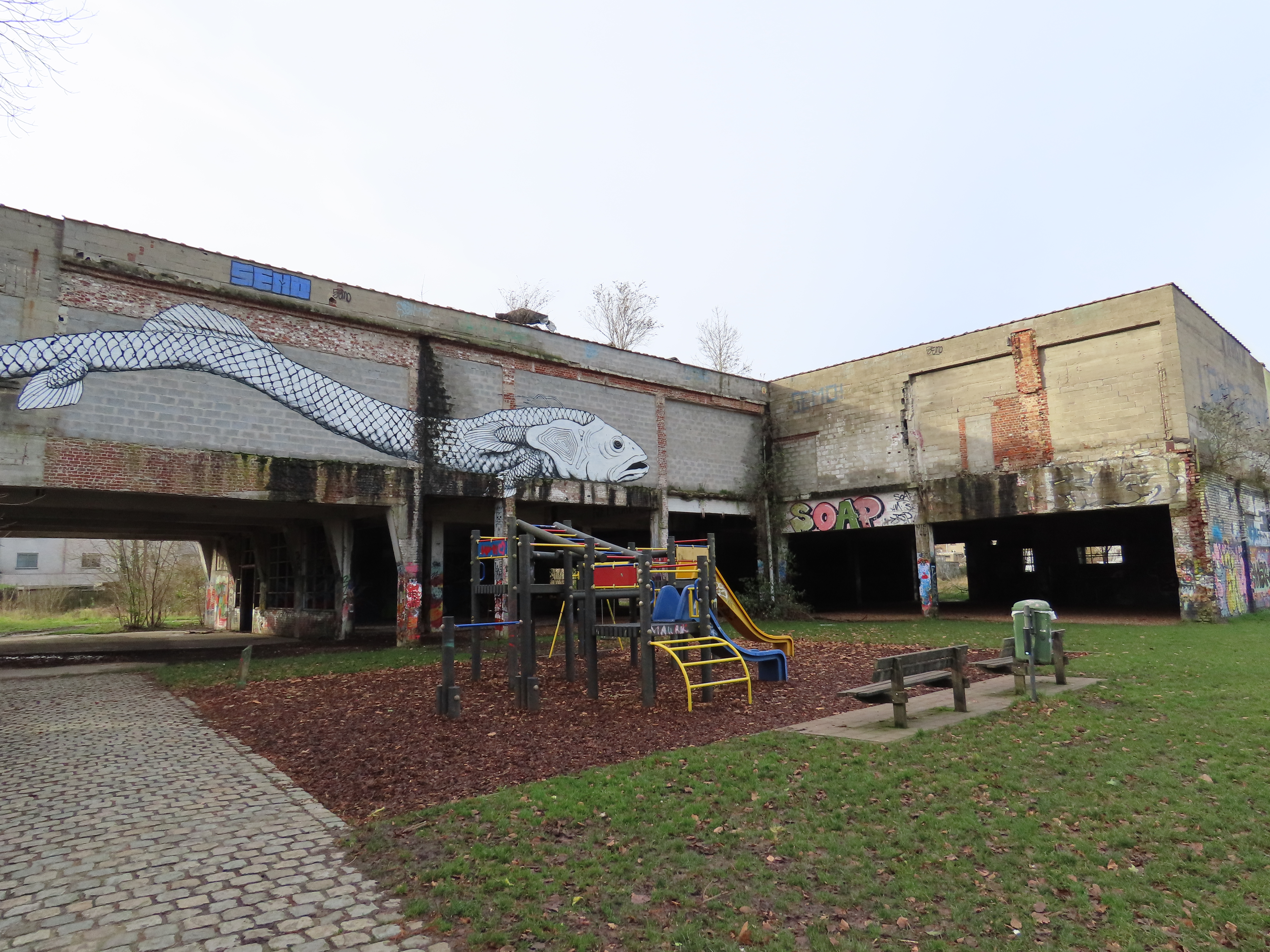
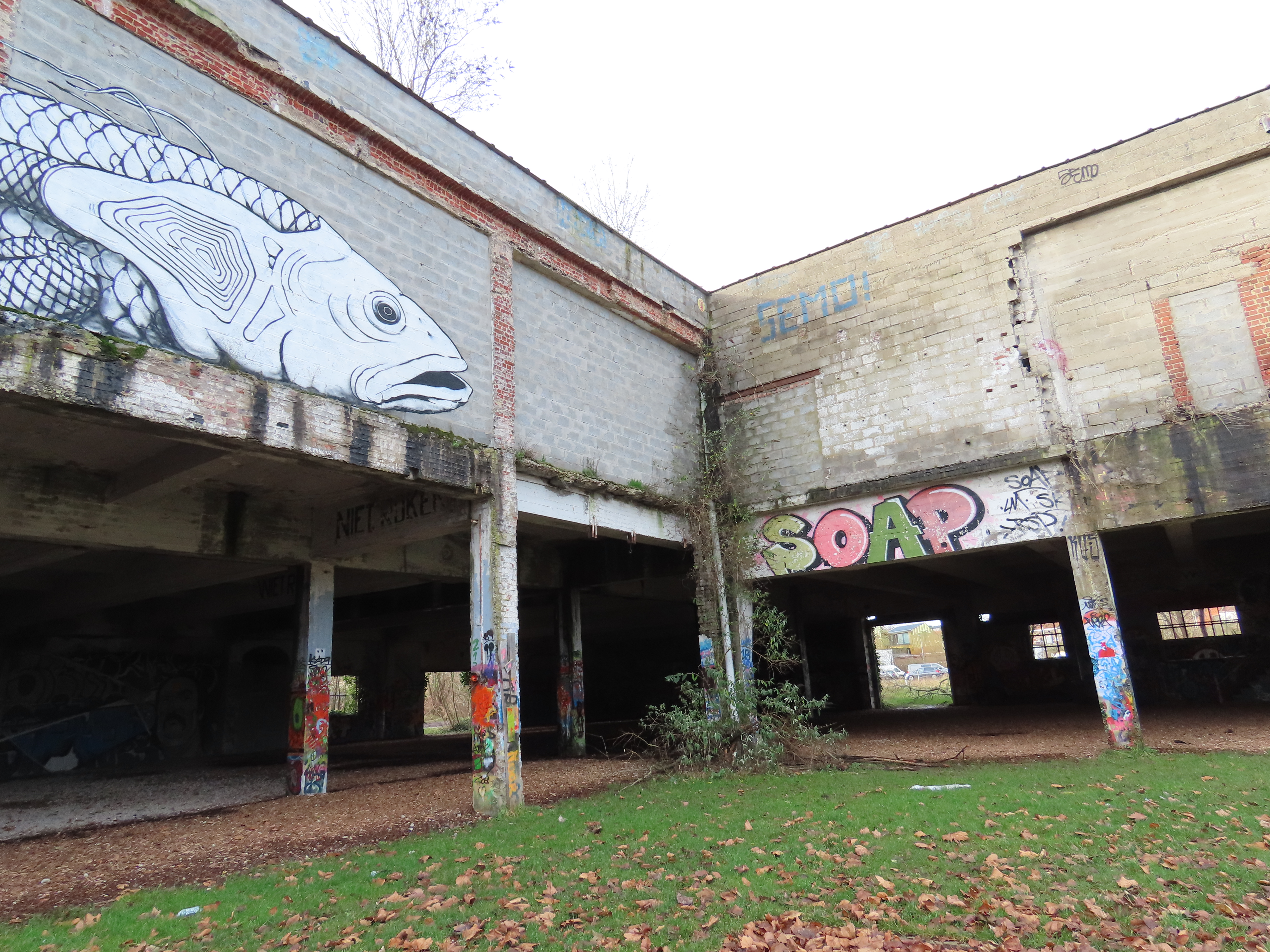
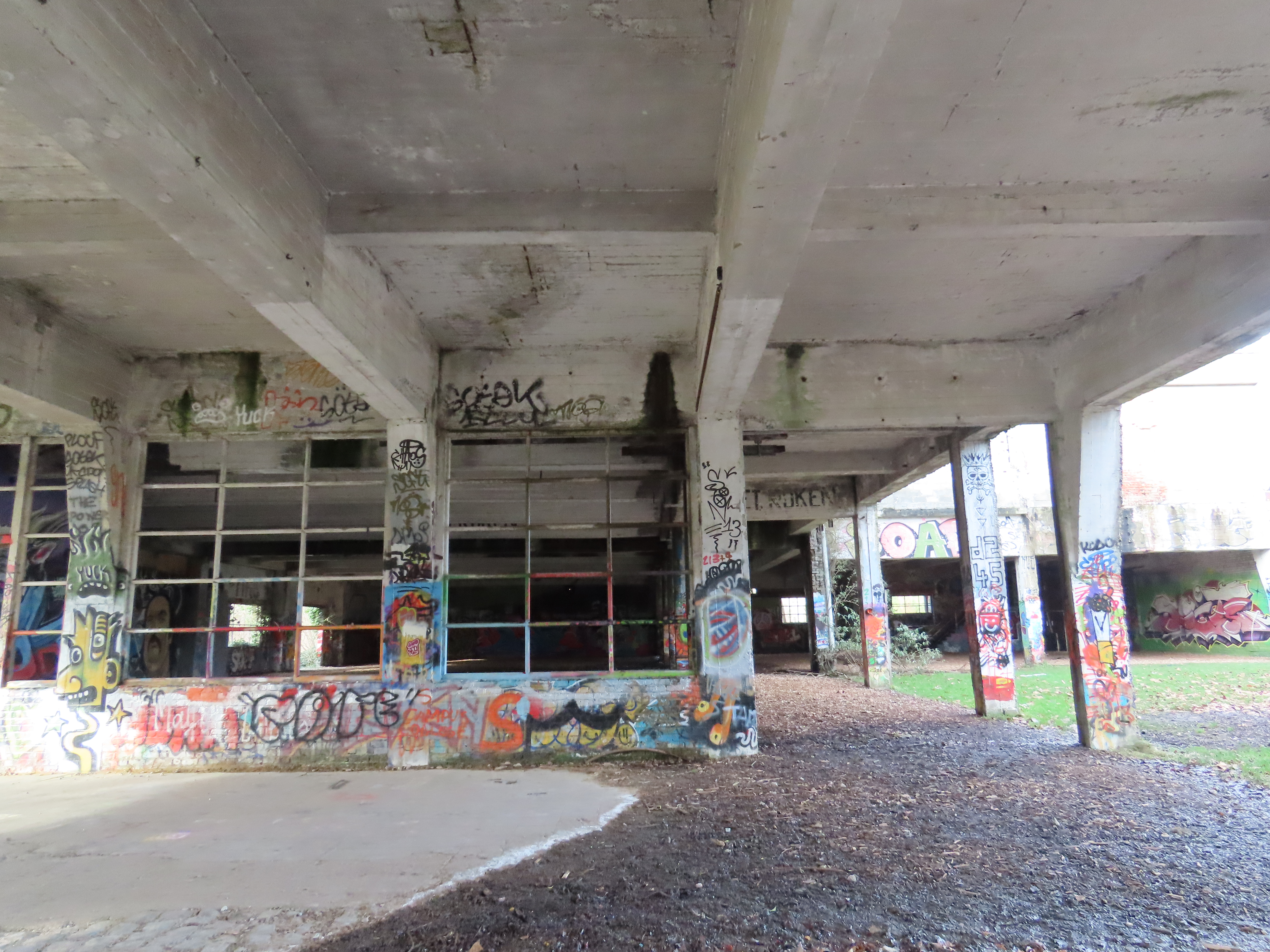
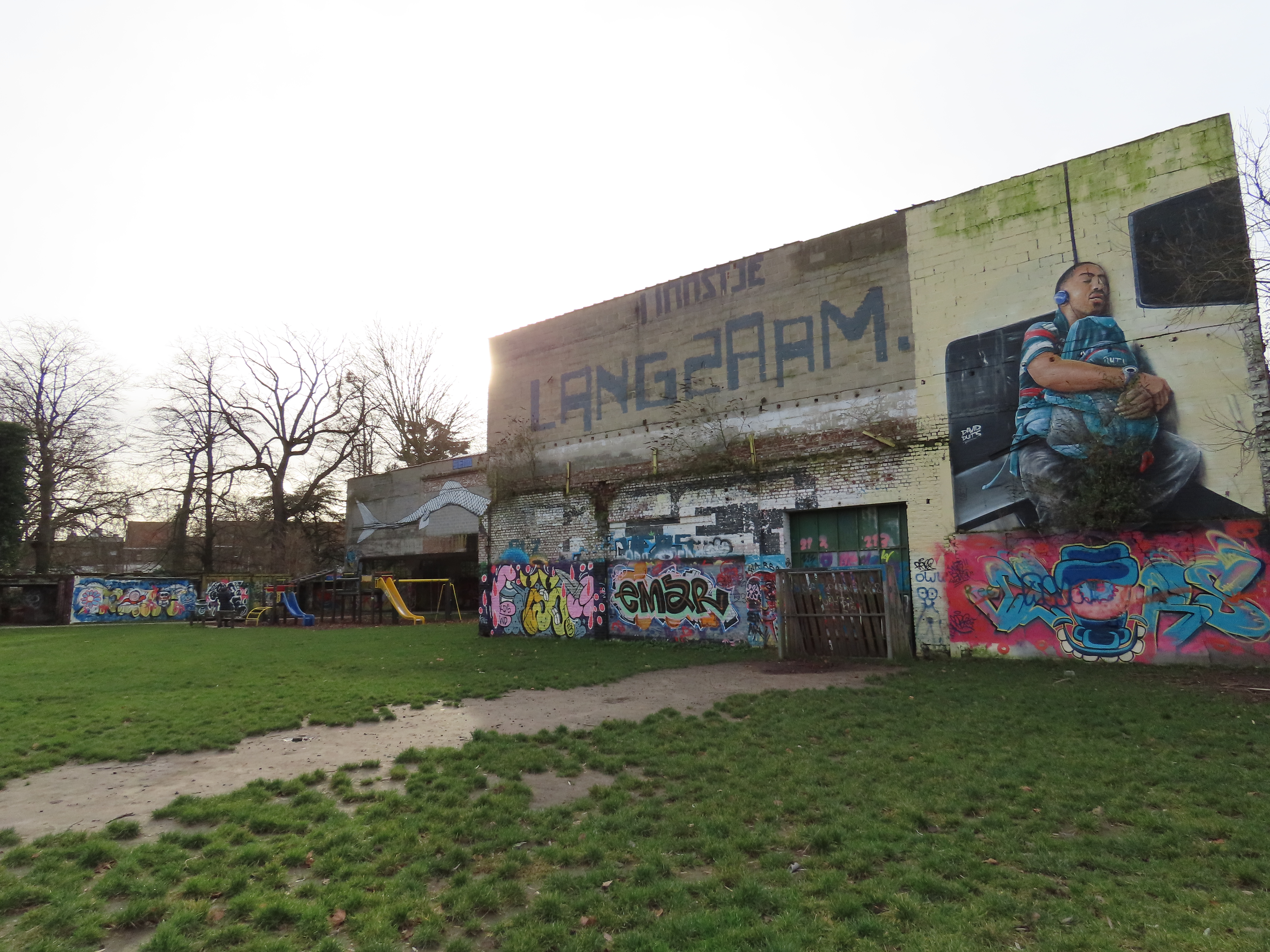
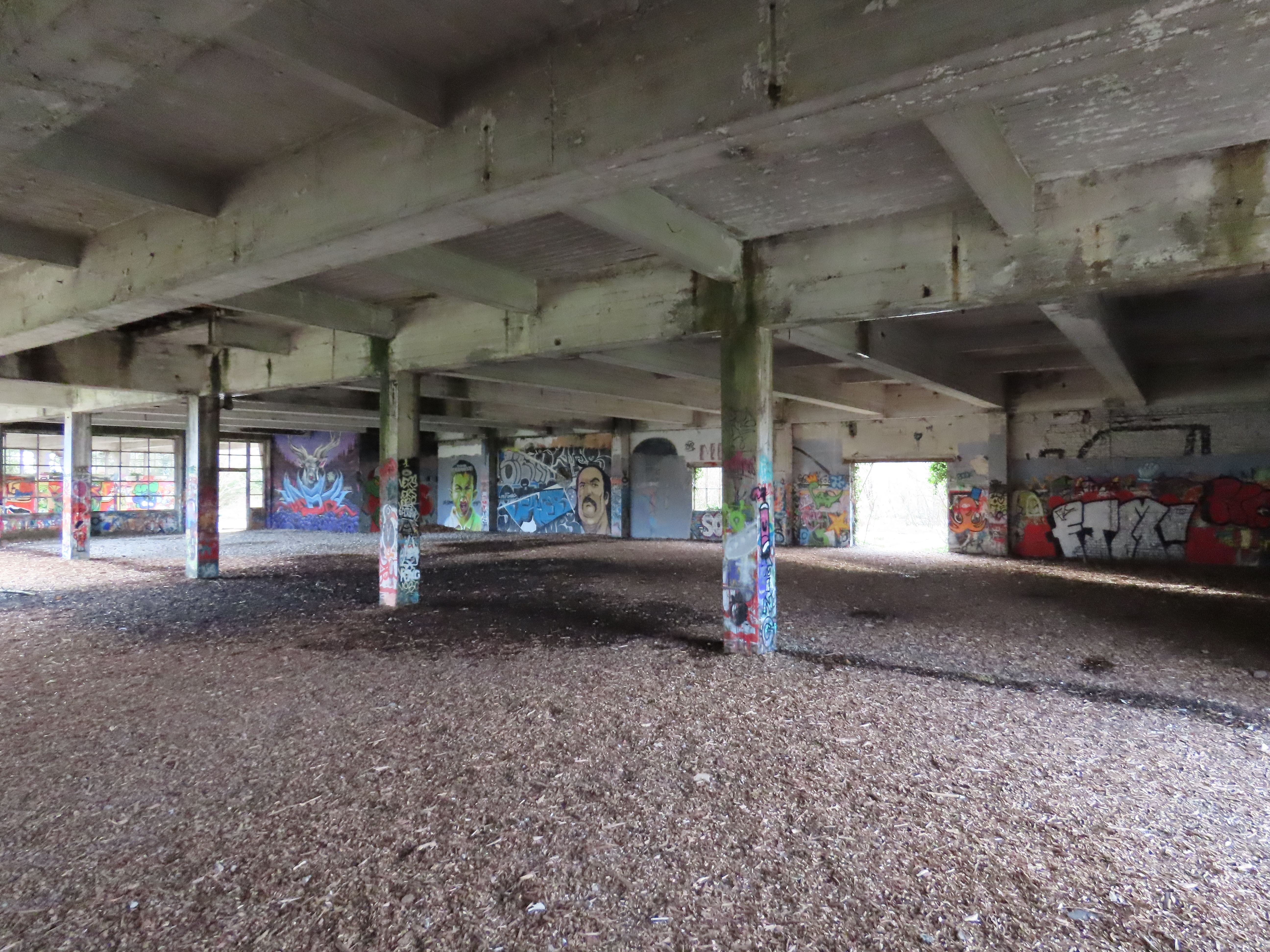
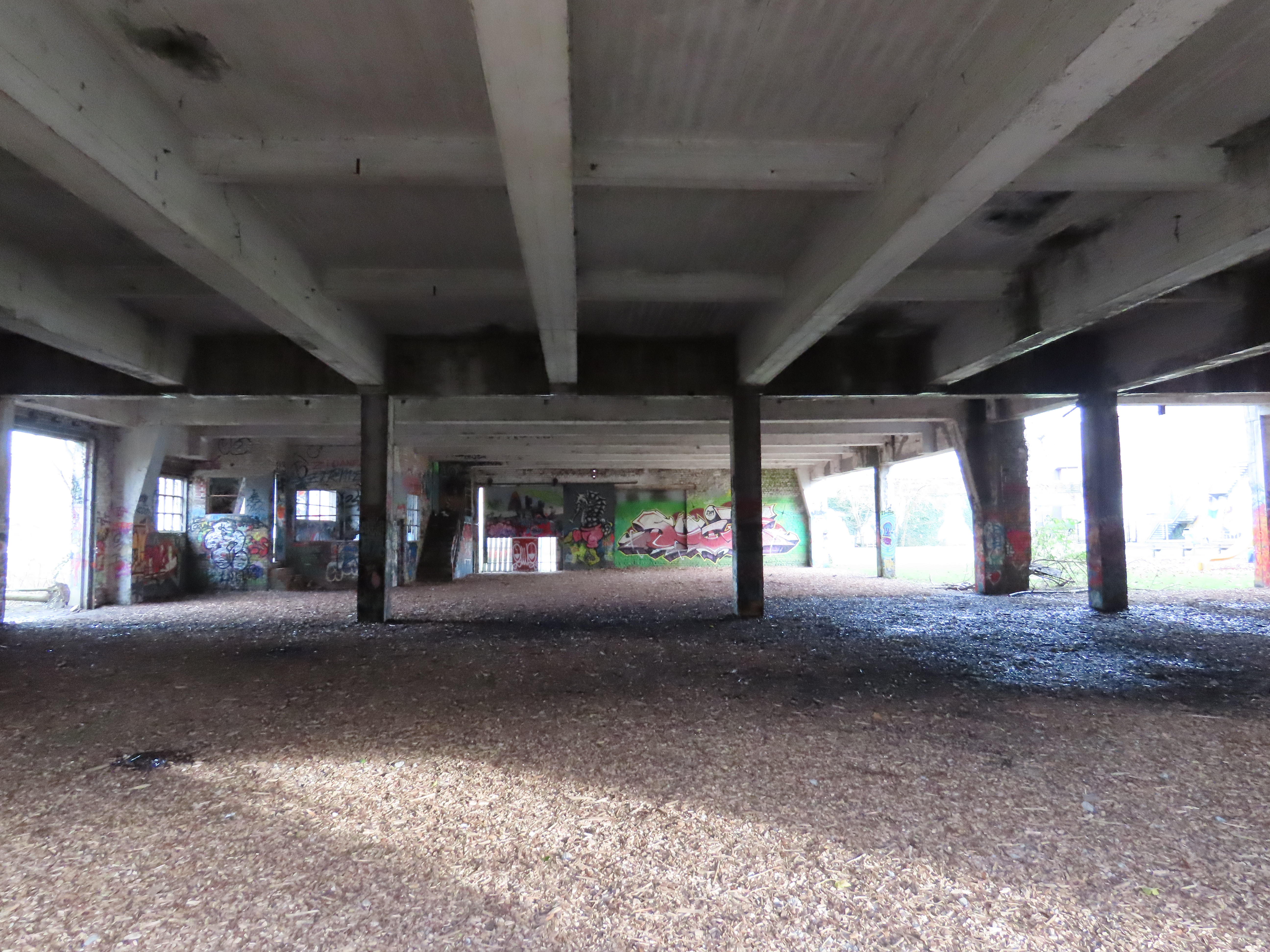
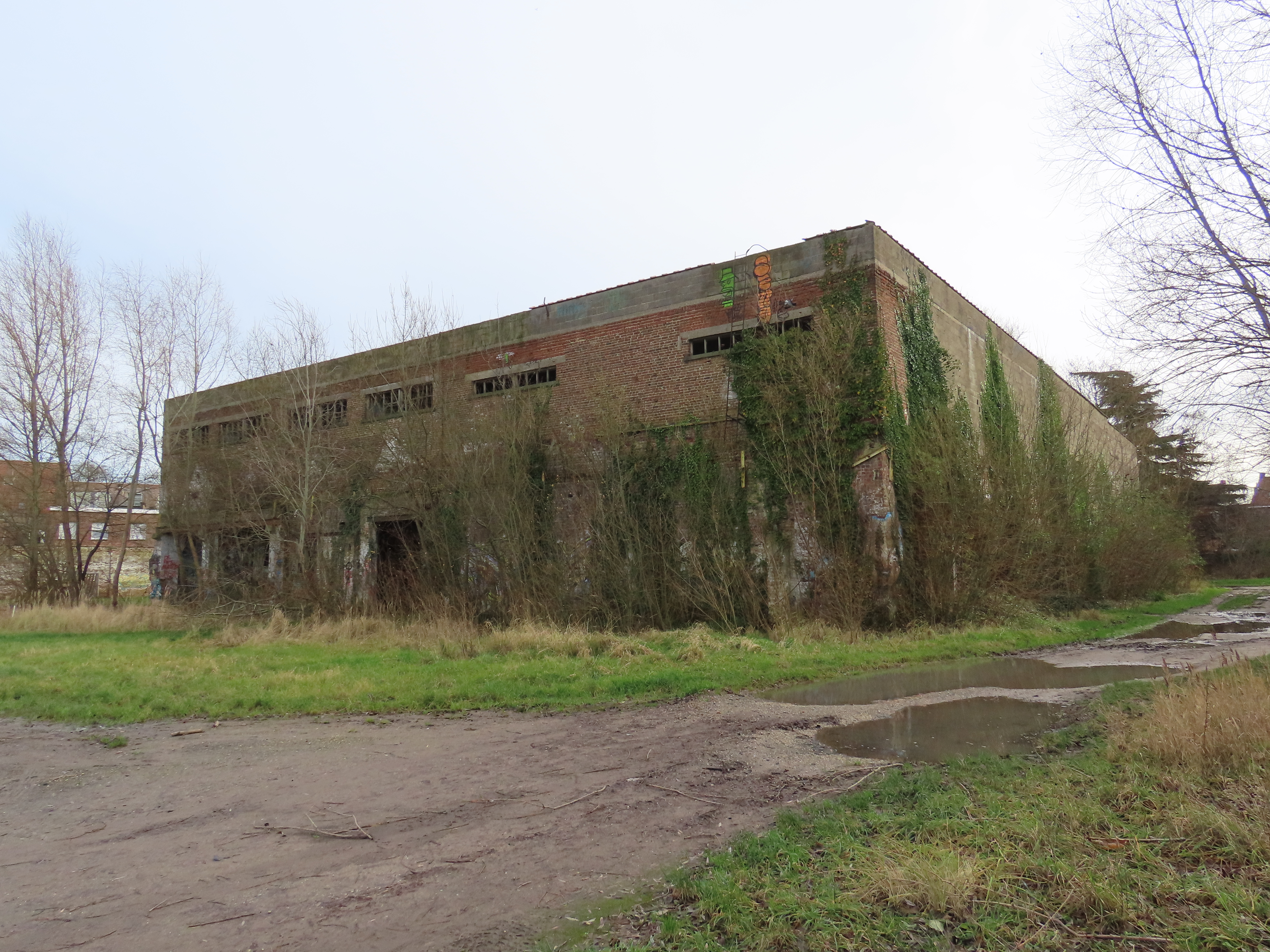
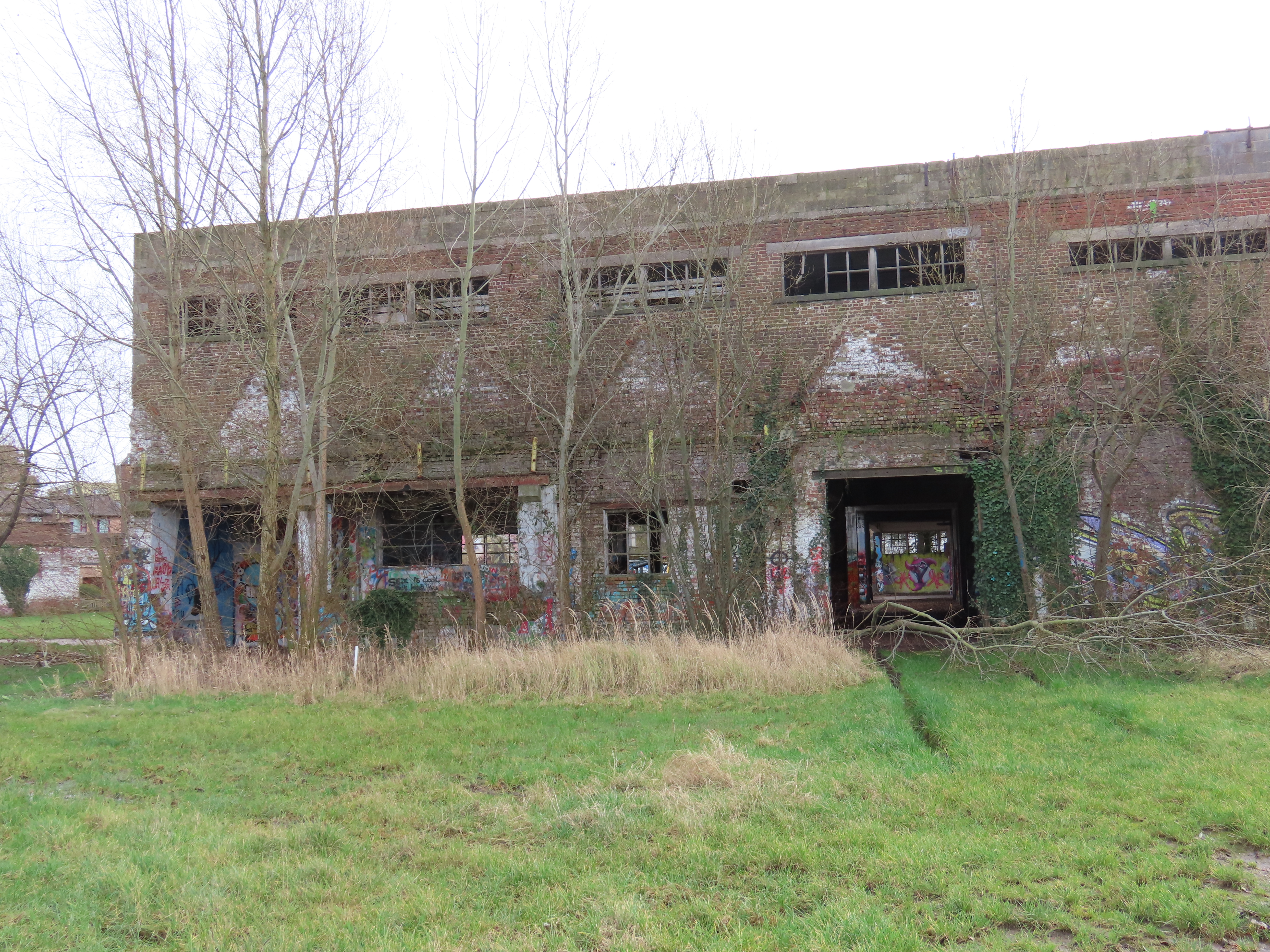
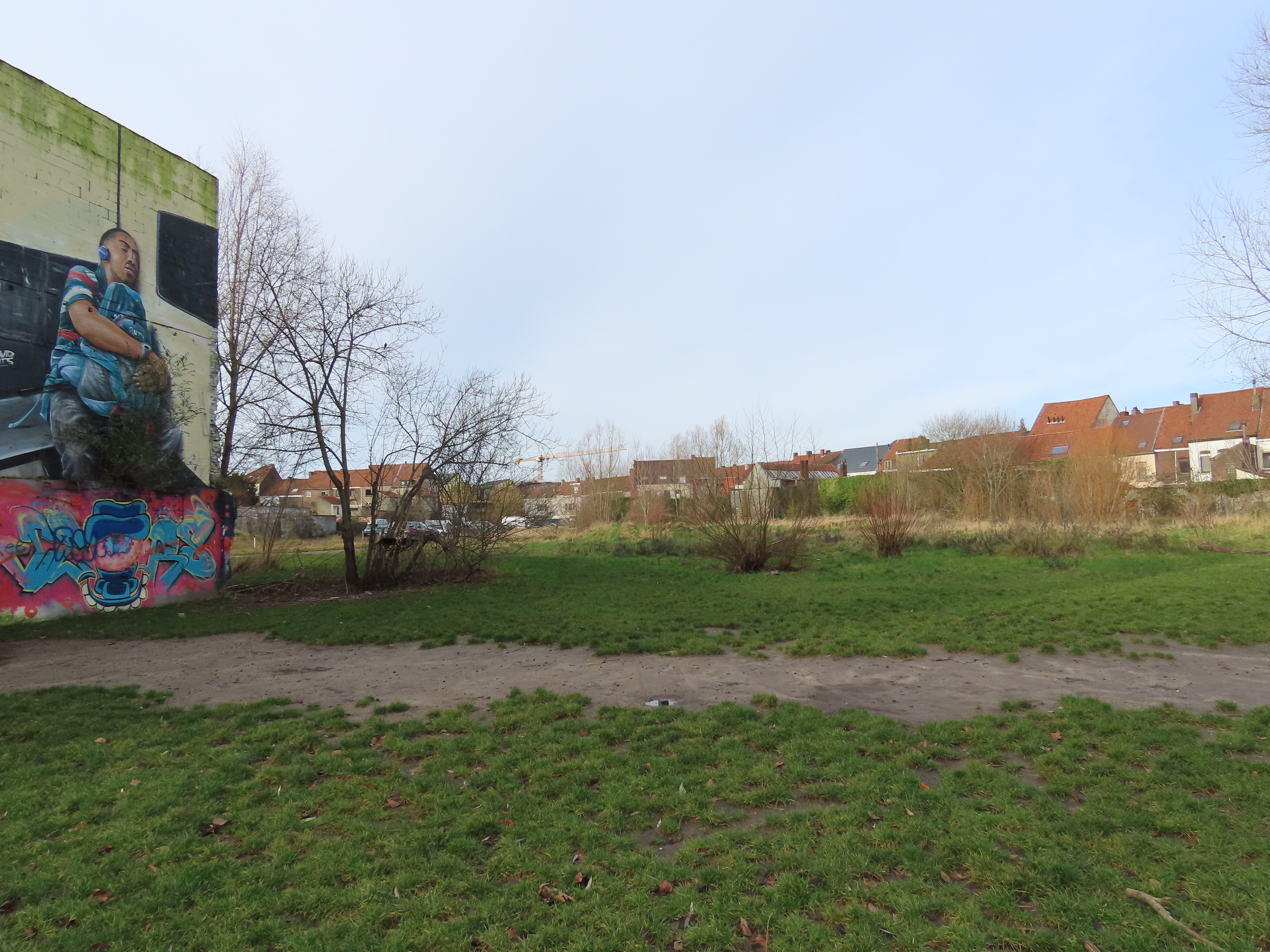
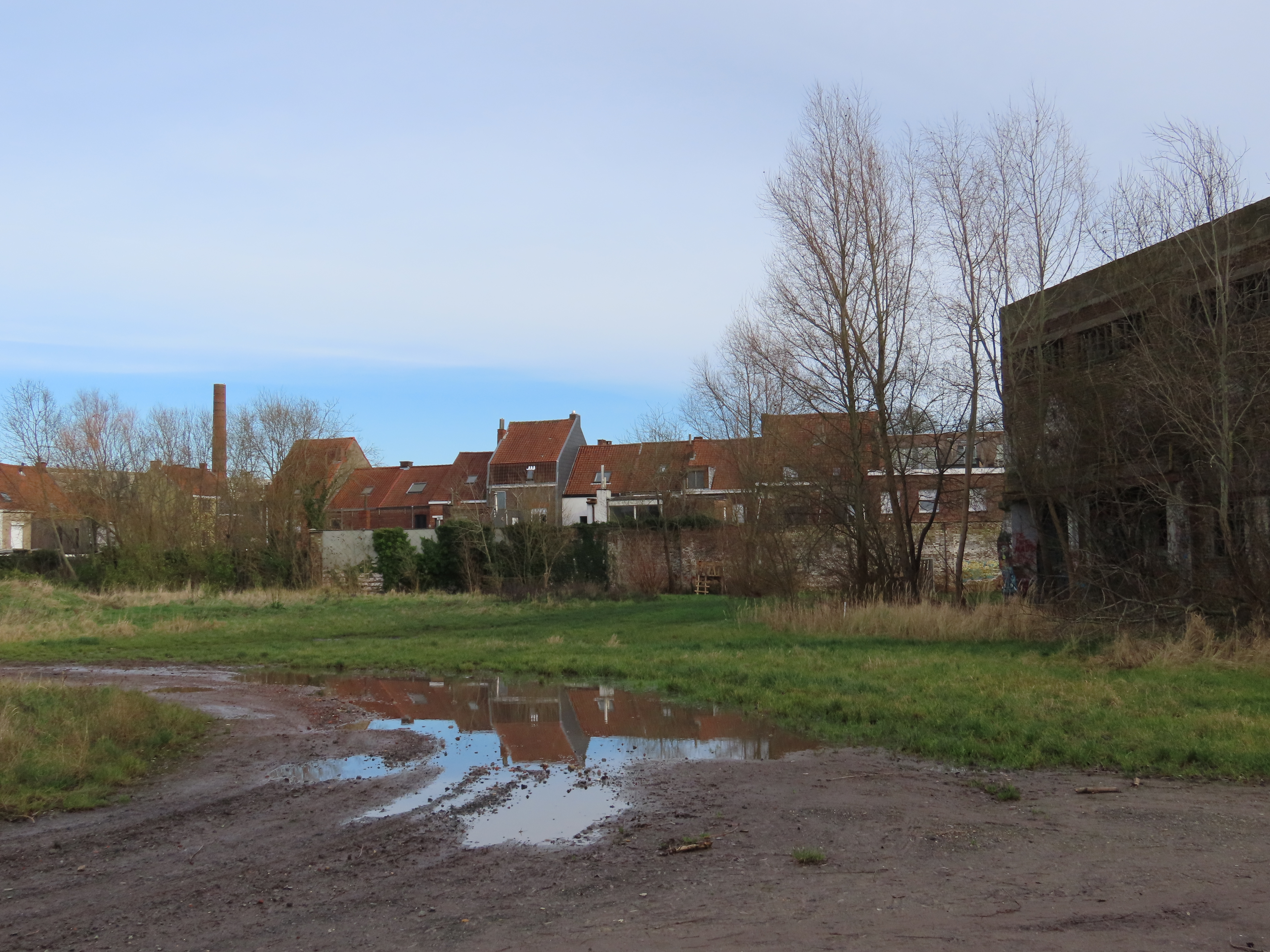
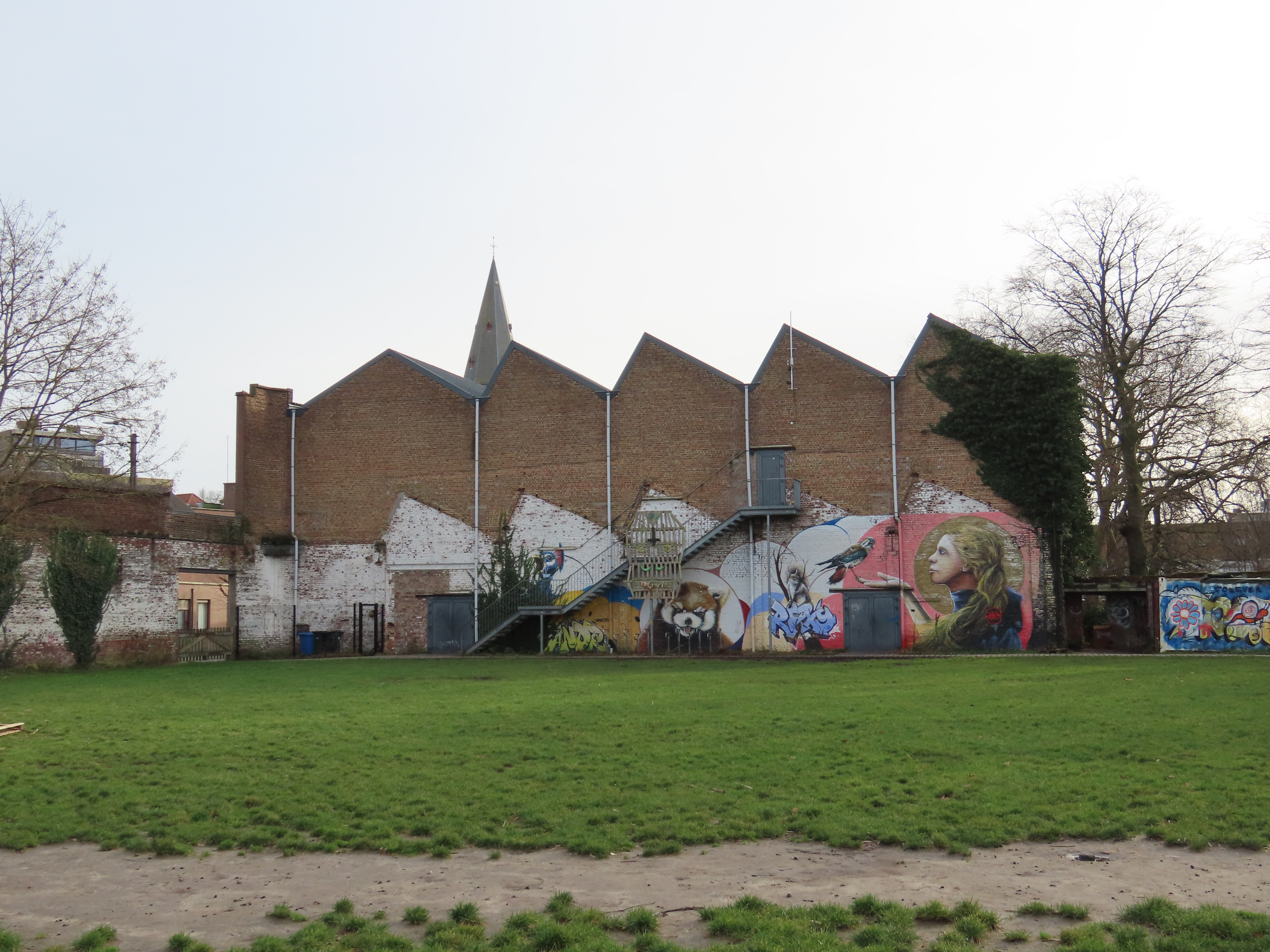
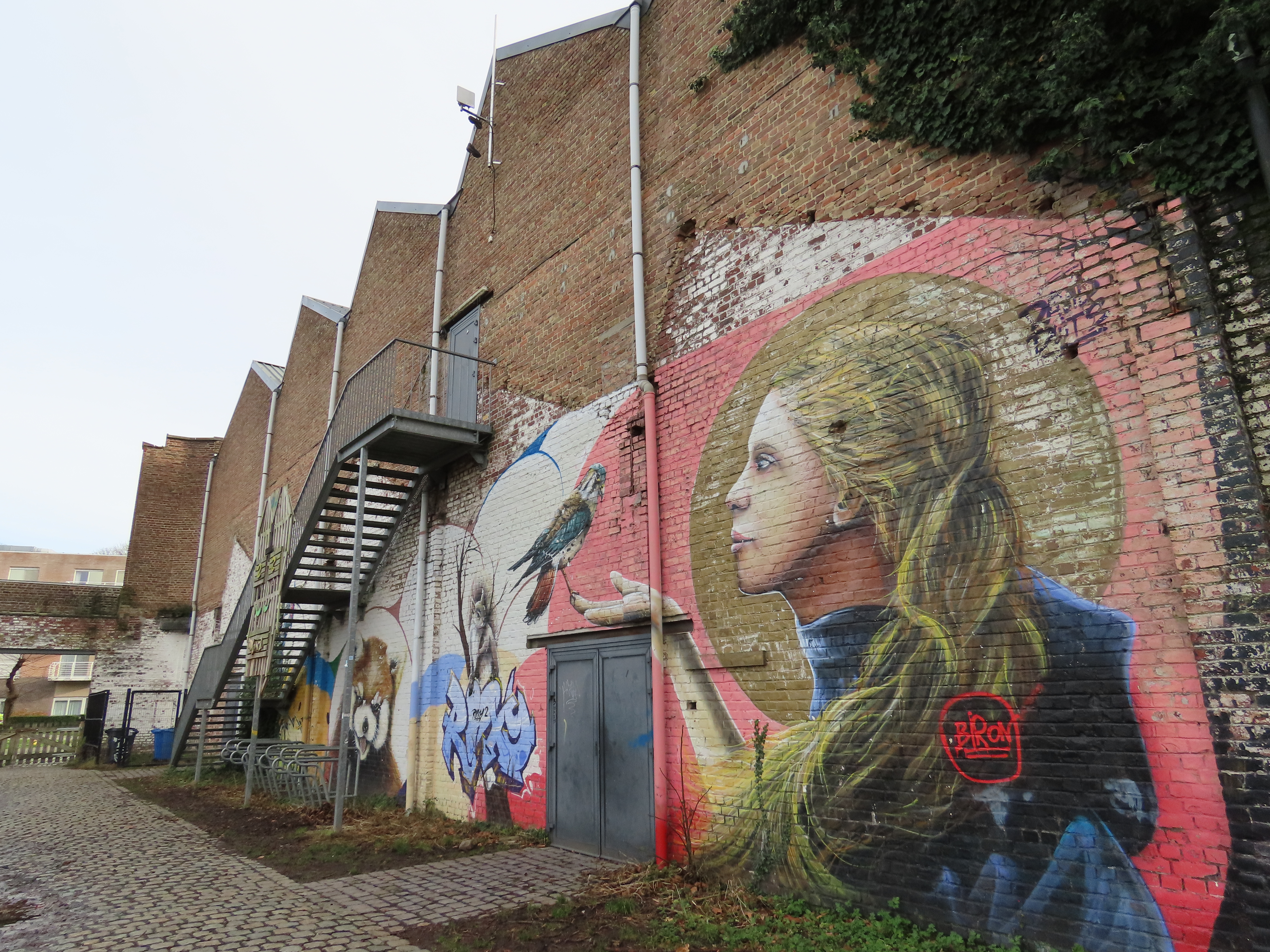
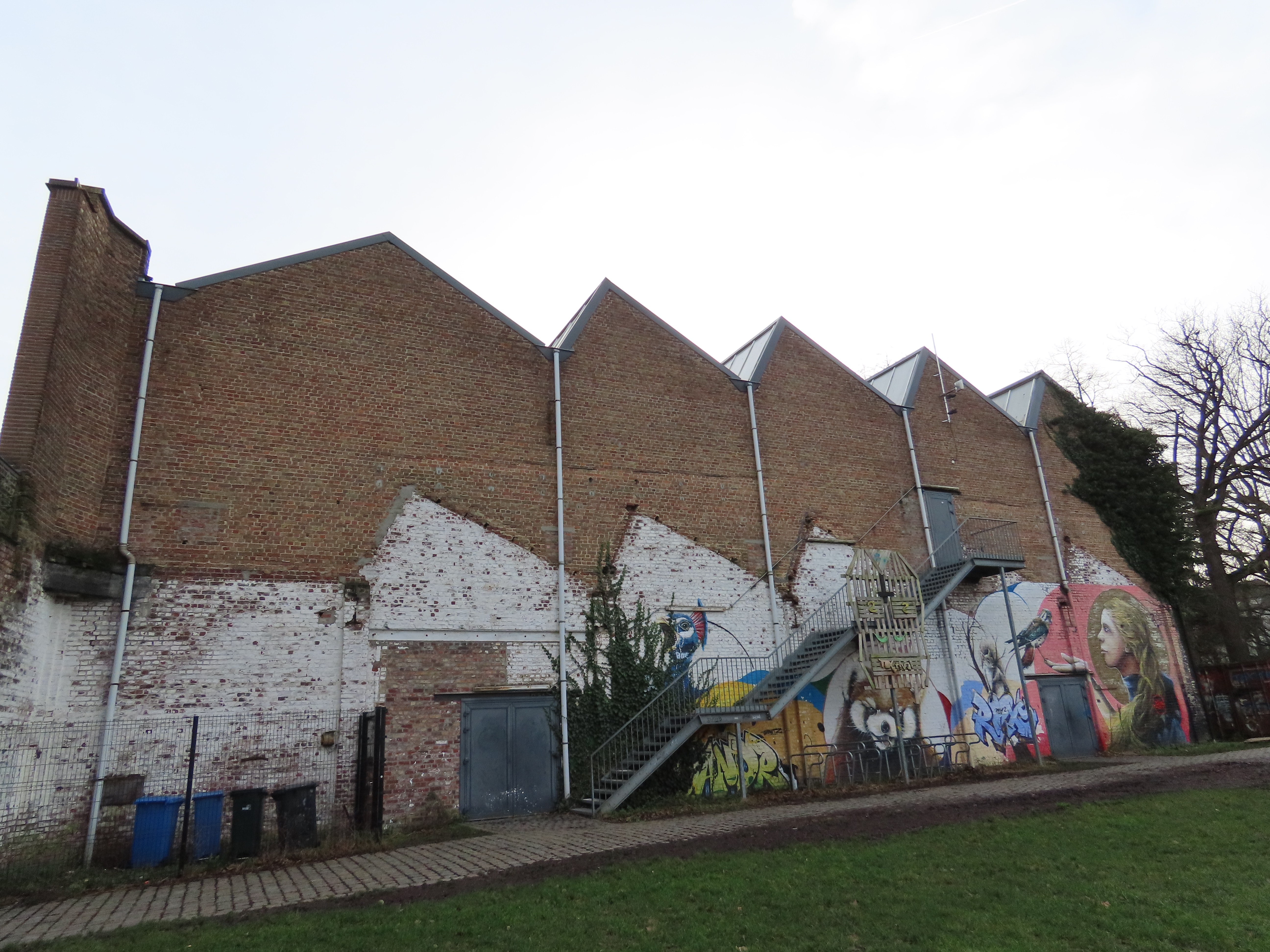
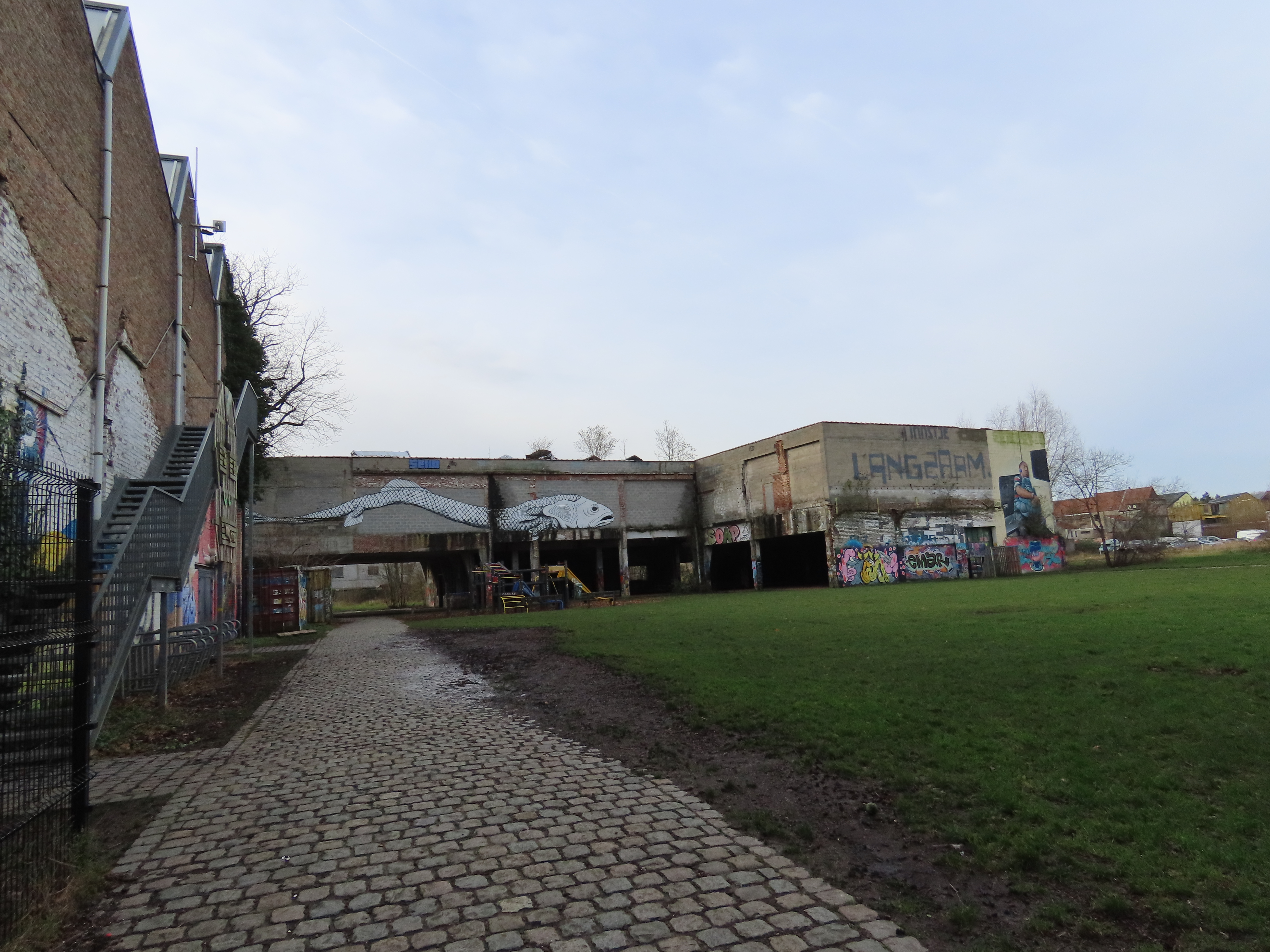